# Обстріли Хотінської селищної громади
Обстріли Хотінської селищної громади — серія обстрілів та авіаударів російськими військами території та населених пунктів Хотінської селищної територіальної громади Сумського району Сумської області в ході повномасштабного російського вторгнення в Україну.
Наказом Міністерства з питань реінтеграції тимчасово окупованих територій України територія громади з 30 травня 2022 року була внесена до оновленого переліку територій України, де тривають бойові дії, або які перебувають в окупації російських військ. Жителям громади, зареєстрованим як внутрішньо переміщені особи (ВПО), будуть здійснені виплати.

## 2022

### 29 квітня
29 квітня близько 12.20, за інформацією голови Сумської ОВА Дмитра Живицького, - прикордонники Сумського загону почули гул двигунів з боку російського кордону, після чого побачили пару ворожих Мі-8. Один з вертольотів здійснив кілька пусків некерованими авіаційними ракетами по території України. Постраждалих немає.

### 7 травня
Після обіду 7 травня, ворожа авіація двічі завдала ракетно-бомбових ударів по території Сумщини на ділянці відділу прикордонної служби «Юнаківка» Сумського прикордонного загону. Ворожі літаки, найімовірніше Су-35, які заходили парами з боку Російської Федерації, скинули ракети «повітря — земля». Удари були завдані на відстані близько 20 км один від одного в Хотінській та Миропільській громадах. Українські прикордонники, які несли службу на цьому напрямку, встигли сховатися, за інформацією у Держприкордонслужбі. Як повідомив керівник Сумської ОВА Дмитро Живицький, унаслідок обстрілу поранено військовослужбовця Державної прикордонної служби України. Також під час одного із заходів ворожі літаки обстрілювали не лише українську територію, а й відкривали вогонь по території країни-агресора. Пізніше (7 травня о 14.40) губернатор Курської області Росії Роман Старовойт написав у своєму Telegram-каналі: «Поспішаю заспокоїти мешканців наших прикордонних районів, які були схвильовані пострілами. Сьогодні наша авіація працює по наземних цілях на суміжній території»..

### 9 травня
Після 9 ранку з боку російського села Єлизаветівка Глушковського району Курської області Росії прилетіло 10 ракет, які, за інформацією Державної прикордонної служби України, розірвалися на відстані близько 10 км від кордону в полі між двома селами Хотінської селищної об'єднаної територіальної громади. Менш ніж через пів години в поле на Сумщині прилетіло ще 10 ракет з Росії. Унаслідок обстрілів реактивною системою залпового вогню постраждалих не було.

### 30 травня
У ніч із 29 на 30 травня, за інформацією голови Сумської ОВА Дмитра Живицького, війська РФ обстріляли ракетами з касетними снарядами з території РФ територію Хотінської громади Сумського району. Голова Хотінської селищної громади Микола Торяник підтвердив, що в село Писарівка поцілили дві ракети. Постраждали 14 будинків.

### 6 червня
Ближче до 19 години вечора ворог вів мінометний вогонь по Хотінській громаді. За інформацією голови Сумської ОВА Дмитра Живицького, було завдано приблизно 17 ударів. Унаслідок обстрілів жертв не було.

### 8 червня
Пообіді ворог відкривав вогонь по території Хотінської громади, повідомив голова Сумської ОВА Дмитро Живицький. Працювали з мінометів і крупнокаліберних кулеметів.

### 17 червня
Близько 5 години ранку війська ЗС РФ почали обстрілювати з міномету Хотінську громаду. Усього зафіксовано 30 влучань. Жертв і руйнувань попередньо не було, повідомили в Сумській ОВА.

### 22 червня
Близько 15:00 російські військові відкрили вогонь з мінометів та автоматичної зброї по Хотінській громаді. Через годину почався обстріл з реактивної артилерії, повідомив голова Сумської ОВА Дмитро Живицький.

### 24 червня
Близько 18 години вечора з території Росії обстріляли Хотінську громаду. Обстріл вели із САУ й реактивних систем залпового вогню, повідомили у військовій адміністрації Сумщини.

### 29 червня
Ближче до 17 години вечора військові РФ обстріляли з мінометів Хотінську громаду. Жертв і руйнувань не було, повідомив голова Сумської ОВА Дмитра Живицький.

### 3 липня
З 12:30 дня тривав мінометний обстріл Хотінської громади, було 30 влучань, повідомив голова Сумської ОВА Дмитро Живицький.

### 6 липня
Протягом 6 липня військові Росії кілька разів обстрілювали територію громади, повідомило оперативно-тактичне угруповання "Суми". Ворог вів мінометний вогонь, стріляв ракетами з БМ21 і скидав вибухові пристрої з безпілотників.

### 9 липня
Військові ЗС РФ із систем залпового вогню до обіду обстріляли Хотінську громаду. Постраждалих і руйнувань не було, повідомили в Сумській обласній військовій адміністрації. Опівдні на околицях двох населених пунктів Хотінської громади росіяни відкрили мінометний вогонь.
Були поранені троє людей, повідомив голова Сумської ОВА Дмитро Живицький.

### 10 липня
Армія РФ, за інформацією Генерального штабу ЗСУ, застосовувала ствольну й реактивну артилерію для обстрілів району сіл Володимирівка й Олексіївка.

### 14 липня
Військові ЗС РФ надвечір обстрілювали територію громади з різних видів озброєння: кулеметні черги, реактивна й ствольна артилерія, використовували безпілотники. За інформацією голови Сумської ОВА Дмитра Живицького, травмованих і руйнувань не було.

### 16 липня
Увечері військові РФ декілька разів відкривали вогонь зі стрілецької зброї по території громади, повідомив голова Сумської ОВА Дмитро Живицький. Також цю інформацію підтвердили в ДПСУ й у Нацполіції Сумщини. За цими фактами в поліції відкрито кримінальні провадження за ст. 110 "Посягання на територіальну цілісність і недоторканність України" та ст. 438 "Порушення законів та звичаїв війни" Кримінального кодексу України.

### 18 липня
Із 6 до 7 години ранку були зафіксовані масовані обстріли з міномету й реактивної артилерії по Хотінській громаді. О пів на восьму були ще дві черги по 15 вистрілів з великокаліберного кулемета по території громади, повідомив голова Сумської обласної військової адміністрації Дмитро Живицький. Унаслідок обстрілів постраждалих не було. За інформацією Східного регіонального управління ДПСУ, на всіх напрямках військові РФ застосовували БпЛА та засоби радіоелектронної боротьби.

### 19 липня
Територію громади вдень обстріляли з прикордонних територій з різних видів озброєння. Постраждалих не було.

### 23 липня
Окупанти завдали удару зі 120-мм мінометів та артилерії по території Миропільської та Хотінської громад.

### 11 серпня
Уночі відбулися мінометні обстріли Хотінської, Юнаківської, Середино-Будської громад. Унаслідок обстрілів тимчасово без газу лишалися люди в Сумській, Краснопільській та Хотінській громадах.

### 13 серпня
Близько 14.00 з території РФ здійснено мінометний обстріл села Біловоди. Зафіксовано 17 влучань.

### 15 серпня
Ворог здійснив обстріли зі ствольної артилерії.

### 30 серпня
О 10:00 з повітряного простору Російської Федерації літак обстріляв околиці Хотінської та Річківської громад. Було випущено 3 ракети. Згодом також було 10 прильотів з міномету (120 мм), 5 прильотів ствольної артилерії та 40 прильотів РСЗВ. Близько 11:30 обстріл продовжено: 12 прильотів з міномету (120 мм), 10 прильотів зі ствольної артилерії.

### 13 листопада
Росіяни обстріляли село Журавка з мінометів. Унаслідок пошкоджені садиби, розбита сільгосптехніка.

## 2023

### 17 лютого
По території Хотінської громади ворог бив з артилерії. Зафіксовано 9 прильотів.

### 23 лютого
Хотінська громада: з 11.10 був мінометний обстріл − 5 прильотів.

### 24 лютого
Окупанти прицільно обстріляли протитанковою керованою ракетою рейсове маршрутне таксі, яке виїхало із с. Водолаги й проїхало близько 500 метрів у бік м. Суми.

### 13 липня
По території громади здійснено артилерійський обстріл (11 вибухів) і мінометний обстріл (8 вибухів).

### 22 липня
Село Біловоди постраждало внаслідок обстрілів.

### 27 липня
Агресор здійснив ракетні та мінометні обстріли села Біловоди.

### 22 серпня
Хотінська й Есманська громади потерпали від мінометного обстрілу

### 3 вересня
На Хотінську громаду ворог скинув один вибуховий пристрій за допомогою безпілотника й атакував з артилерії (4 вибухи).

### 13 вересня
Російських обстрілів зазнали Великописарівська, Есманська, Краснопільська, Юнаківська, Миколаївська. Хотінська, Середино-Будська, Новослобідська й Білопільська громади Сумської області.

### 17 вересня
З вертольотів, артилерії та мінометів з території РФ були обстріляні Краснопільська, Новослобідська, Білопільська, Хотинська, Юнаківська й Зноб-Новгородська громади Сумської області

### 11 жовтня
Хотінську громаду росіяни обстріляли з мінометів і ракетами з вертольоту

### 21 листопада
Ворог учергове обстріляв село Біловоди з артилерії та мінометів.

### 23 листопада
За даними Сумської ОВА, росіяни обстріляли з мінометів громади: Краснопільську (23 вибухи), Зноб-Новгородську (10 вибухів), Шалигінську (7 вибухів), Великописарівську (4 вибухи), Хотінську (2 міни).

### 25 листопада
За даними Сумської обладміністрації, окупанти обстріляли з мінометів прикордонні громади: Великописарівську (6 вибухів), Хотінську (2 міни), Зноб-Новгородську (6 вибухів). Миропільську (8 вибухів), Новослобідську (3 вибухи).

### 2 грудня
З реактивних систем залпового вогню (10 вибухів) й мінометів (23 вибухи) ворог обстріляв Хотінську громаду.

### 6 грудня
Новослобідську, Хотінську, Білопільську, Есманську й Зноб-Новгородську громади росіяни обстріляли з мінометів.

#### 7 грудня
Російські окупанти обстріляли з мінометів громади: Краснопільську (11 вибухів), Есманську (9 вибухів), Хотінську (4 вибухи), Великописарівську (6 вибухів) й Середино-Будську (2 міни).

### 11 грудня
По Хотінській громаді ворог ударив з артилерії (два вибухи)

### 30 грудня
З території рф здійснено мінометні обстріли громади (20 вибухів) й артилерійський обстріл (2 вибухи).

## 2024

### 3 січня
Обстрілів зазнали Юнаківська, Краснопільська, Хотінська, Великописарівська громади. Зафіксовано 46 вибухів.

### 9 січня
Унаслідок мінометних обстрілів у Хотінській громаді зафіксовано 11 вибухів.

### 22 січня
Хотінська громада зазнала ударів з мінометів (25 вибухів).

### 27 січня
Здійснено мінометні обстріли громади. Зафіксовано 40 вибухів. Окрім того, ворожа розвідувально-диверсійна група розстріляла двох жителів громади (брата і сестру). Їхній будинок.

### 30 січня
Росіяни скинули 25 мін на територію Хотінської громади. Також відбулося скидання з БПЛА вибухових пристроїв (ВОГ) (8 вибухів) і здійснено артобстріл (4 вибухи).

### 31 січня
По громаді росіяни вдарили з артилерії (САУ) – 27 вибухів; РСЗВ (10 вибухів) і мінометів (8 вибухів). Також ворогом застосовано обстріл БпЛА.

### 12 лютого
Громаду обстріляли з мінометів.

### 14 лютого
Зафіксовано 14 вибухів з мінометів.

### 19 лютого
По Хотінській громаді з ворожого БПЛА здійснено скидання двох вибухових пристроїв ВОГ (2 вибухи), зафіксовано артобстріл (2 вибухи) і мінометний обстріл (3 вибухи).

### 26 лютого
У Хотінській громаді зафіксовано мінометний обстріл (4 вибухи), обстріли з САУ (10 вибухи) з РСЗВ (2 вибухи), удар FPV-дроном (1 вибух), скидання ВОГ з БпЛА (3 вибухи) й скидання КАБ (5 вибухів).

### 7 березня
Артилерійських обстрілів зазнали Середино-Будська (12 вибухів) й Хотінська (8 вибухів) громади.

### 10 березня
По Хотінській громаді росіяни били з мінометів (4 вибухи), а на територію Середино-Будської скинули 24 міни.

### 12 березня
Хотінську громаду ворог обстріляв з мінометів (10 вибухів).

### 15 березня
Шість мін скинули російські армійці на територію Хотінської громади.

### 16 березня
По Хотінській громаді ворог скинув 18 мін. Також були артобстріл (2 вибухи), обстріл зі стрілецької зброї, РСЗВ (10 вибухів) і скидання з БпЛА вибухових предметів (4 вибухи).

### 18 березня
Протягом дня росіяни здійснили 50 обстрілів прикордонних територій та населених пунктів Сумської області. Зафіксовано 214 вибухів. «Обстрілу зазнали Миколаївська, Миропільська, Юнаківська, Хотінська, Білопільська, Краснопільська, Великописарівська, Конотопська, Шалигинська, Есманська, Середино-Будська громади», — зазначено в повідомленні Сумської ОВА. Війська РФ здійснювали обстріли з артилерії, мінометів, авіації, танків і дронів-камікадзе типу "FPV".

### 19 березня
У Хотінській та Свеській громадах були обстріли зі стрілецької зброї.

### 20 березня
По Хотінській громаді росіяни завдали ударів з ворожих дронів типу FPV.

### 22 березня
Артилерійських обстрілів зазнали Хотінська (9 вибухів) й Миколаївська (10 вибухів) громади.

### 23 березня
Хотінську громаду обстріляли з міномету (15 вибухів).

### 26 березня
У Хотінській громаді зафіксовано мінометні обстріли (11 вибухів). 13 мін скинули росіяни на територію громади. Також був артобстріл (7 вибухів).

### 27 березня
Хотінська громада: 8 мін скинули росіяни на територію громади. Також відбулися скидання з БпЛА вибухових пристроїв (ВОГ) (4 вибухи), артобстріли (8 вибухів) й обстріл з РСЗВ (8 вибухів).

### 28 березня
Артилерійські обстріли зафіксовано в Хотінській громаді (19 вибухів).

### 29 березня
Уночі й уранці росіяни здійснили 7 обстрілів прикордонних територій та населених пунктів Сумської області. Зафіксовано 35 вибухів. Обстрілу зазнали Хотінська (9 вибухів), Миропільська (5 вибухів), Краснопільська (9 вибухів), Великописарівська (6 мін), Зноб-Новгородська (4 вибухи), Середино-Будська (2 вибухи) громади
У Хотінській громаді зафіксовано артобстріл (7 вибухів) та обстріли з мінометів (17 вибухів).

### 30 березня
Зафіксовано обстріл БпЛА Хотінської громади (FPV-дрон). (1 вибух).

### 31 березня
Зафіксовано артилерійський обстріл Хотінської громади (САУ) (16 вибухів).

### 1 квітня
Здійснено обстріли з мінометів Хотінської громади (6 вибухів), РСЗВ (20 вибухів), артилерії (4 вибухи) та обстріл FPV-дроном (1 вибух).

### 2 квітня
По Хотінській громаді росіяни вдарили з артилерії. Зафіксовано 3 вибухи.

### 3 квітня
Ворог бив з мінометів (10 вибухів) по Хотінській громаді.

### 6 квітня
Зафіксовано артилерійський обстріл (7 вибухів).

### 7 квітня
По громаді ворог бив з артилерії (1 вибух), мінометів (17 вибухів).

### 8 квітня
У Хотінській громаді зафіксовано артилерійські обстріли (4 вибухи).

### 10 квітня
Росіяни вдарили з артилерії (5 вибухів). Також здійснено обстріл FPV дроном скидання ВОГ (1 вибух).

### 11 квітня
Здійснено мінометні обстріли (4 вибухи) й артобстріл (2 вибухи).

### 12 квітня
По громаді здійснено мінометні обстріли (8 вибухів).

### 13 квітня
Зафіксовано 6 вибухів після обстрілів з мінометів.

### 14 квітня
По Хотінській громаді здійснено мінометний обстріл (2 вибухи).

### 20 квітня
Ворог бив з артилерії (14 вибухів). Унаслідок обстрілу отримав поранення житель Хотінської громади.

### 21 квітня
По Хотінській громаді ворог бив з артилерії (14 вибухів). Унаслідок обстрілу дістав поранення житель громади.

### 22 квітня
Ворог бив з артилерії (4 вибухи).

### 23 квітня
По території громади ворог бив з мінометів (10 вибухів).

### 26 квітня
Ворог бив з мінометів (9 вибухів).

### 28 квітня
Зафіксовано обстріли з міномету (10 вибухів) й обстріл з танку (6 вибухів).

### 30 квітня
Здійснено мінометні обстріли (13 вибухів), обстріл з гелікоптера ракетами НАР (8 вибухів), артобстріли (12 вибухів). Жителів 5-км зони Хотінської громади попросили тимчасово виїхати з власних домівок. Це онлайн-видання Кордон.Медіа підтвердив Микола Торяник, голова Хотінської громади. «Таке рішення повʼязане із загостренням ситуації, для того, аби максимально убезпечити наших жителів». — додав він.

### 1 травня
Були артобстріли громади (10 вибухів) й атака FPV-дрона (1 вибух).

### 3 травня
Ворог бив з артилерії (3 вибухи).

### 4 травня
Був обстріл з міномету (3 вибухи).

### 5 травня
3 міни скинули росіяни на територію громади.

### 9 травня
3 міни скинули росіяни на територію громади. Також були артобстріли (9 вибухів).

### 10 травня
Зафіксовано артилерійський обстріл (13 вибухів).

### 11 травня
Здійснено обстріл із ЗСЗВ обстріл (4 вибухи).

### 13 травня
Зафіксовано обстріл з танку (6 вибухів), мінометів (3 вибухи).

### 14 травня
4 міни скинули росіяни на територію громади й здійснили обстріли зі стрілецької зброї та ствольної артилерії (4 вибухи).

### 15 травня
Росіяни вдарили з РСЗВ (9 вибухів).

### 18 травня
«Протягом дня росіяни здійснили 46 обстрілів прикордонних територій та населених пунктів Сумської області. Зафіксовано 284 вибухи. Обстрілу зазнали Миколаївська, Хотінська, Юнаківська, Білопільська, Краснопільська, Великописарівська, Новослобідська, Есманьська, Шалигинська, Середино-Будська громади». — зазначено в повідомленні Сумської обласної військової адміністрації.

### 19 травня
«Уночі й уранці росіяни здійснили 9 обстрілів прикордонних територій та населених пунктів Сумської області. Зафіксовано 21 вибух. Обстрілу зазнали Хотінська, Юнаківська, Білопільська, Краснопільська, Есманьська та Серединно-Будська громади». — зазначено в повідомленні  Сумської обласної військової адміністрації.

### 20 травня
Протягом дня російські війська здійснили 48 обстріли прикордонних територій та населених пунктів Сумської області. Зафіксовано 243 вибухи. Обстрілів зазнали Садівська, Миколаївська, Хотінська, Юнаківська, Білопільська, Краснопільська, Миропільська, Великописарівська, Путивльська, Есманьська, Шалигинська, Середино-Будська, Свеська, Зноб-Новгородська громади, як повідомляє Сумська обласна військова адміністрація. Зафіксовано обстріли з мінометів (25 вибухів). Внаслідок обстрілу поранення отримав місцевий мешканець.

### 21 травня
4 міни скинув ворог на територію громади.

### 23 травня
На громаду здійснено атаку за допомогою дрону типу «FPV» (2 вибухи).

### 24 травня
На територію громади ворог скинув 3 міни.

### 25 травня
Був мінометний обстріл (3 вибухи).

### 26 травня
Були мінометні обстріли (11 вибухів).

### 27 травня
Завдано обстріли артилерії (6 вибухів) та мінометів (2 вибухи).

### 28 травня
По громаді здійснено артилерійський (1 вибух) та мінометні (2 вибухи) обстріли.

### 30 травня
Здійснено обстріл з використанням БпЛА (FPV-дрон) (1 вибух).

### 1 червня
На територію громади ворог скинув 2 міни.

### 2 червня
У селі Журавка Хотінської громади на міні підірвався 62-річний тракторист. Чоловік помер у лікарні. Про це повідомили в Сумській обласній прокуратурі. 4 міни скинув ворог на територію громади.

### 3 червня
Ворог завдав ударів з мінометів (19 вибухів) і танку (1 вибух).

### 4 червня
Здійснено атаку FPV дроном (1 вибух). Також ворог бив з мінометів (20 вибухів). На жаль, унаслідок обстрілу отримали поранення дві особи.

### 5 червня
По громаді здійснено мінометні обстріли (2 вибухи).

### 7 червня
Здійснено мінометні обстріли громади (2 вибухи).

### 8 червня
Був мінометний обстріл (2 вибухи).

### 9 червня
Ворог бив з мінометів (17 вибухів), артилерії (6 вибухів) та скинув ВОГ з БПЛА (1 вибух).

### 10 червня
4 міни скинули росіяни на територію громади.

### 11 червня
«Протягом дня росіяни здійснили 15 обстрілів прикордонних територій та населених пунктів Сумської області. Зафіксовано 39 вибухів. Обстріли зазнали Хотінська, Миропільська, Білопільська, Краснопільська, Великописарівська, Новослобідська, Шалигінська громади». — зазначено в повідомленні Сумської ОВА.

### 12 червня
«Протягом дня росіяни здійснили 14 обстрілів прикордонних територій і населених пунктів Сумської області. Зафіксовано 41 вибух. Обстрілів зазнали Хотінська, Білопільська, Краснопільська, Великописарівська, Новослобідська, Есманьська громади». — зазначено в повідомленні Сумської ОВА.

### 13 червня
Окупанти за добу обстріляли п'ять прикордонних громад Сумської області, використали артилерію, міномети й кулемет, повідомила Сумська обласна військова адміністрація станом на 21.00 четверга. Як зазначено в повідомленні: «Протягом дня росіяни здійснили 11 обстрілів прикордонних територій та населених пунктів Сумської області. Зафіксовано 42 вибухи. Обстрілів зазнали Хотінська, Юнаківська, Миропільська, Краснопільська, Дружбівська громади».

### 14 червня
За добу одна людина загинула та ще семеро поранено внаслідок обстрілів восьми прикордонних громад Сумської області, як повідомляє Сумська обласна військова адміністрація станом на 21:00 п'ятниці. «Протягом дня росіяни здійснили 19 обстрілів прикордонних територій та населених пунктів Сумської області. Зафіксовано 38 вибухів. Обстріли зазнали Хотінська, Юнаківська, Миропільська, Краснопільська, Великописарівська, Шалигинська, Есманьська, Шосткинська громади». — зазначено в повідомленні.

### 17 червня
Здійснено мінометний обстріл громади. Зафіксовано 2 вибухи.

### 18 червня
По громаді здійснено атаки FPV-дронами (7 вибухів).

### 19 червня
По громаді завдано удар FPV-дроном (1 вибух) і здійснено мінометний обстріл (3 вибухи).

### 20 червня
Зафіксовано удар FPV-дрону (1 вибух).

### 21 червня
4 міни скинули росіяни на територію громади, здійснили удар FPV-дрона (1 вибух), артобстріл (2 вибухи).

### 22 червня
4 міни скинули росіяни на територію громади.

### 24 червня
Був обстріл громади з танку (2 вибухи).

### 25 червня
Був мінометний обстріл (2 вибухи).

### 26 червня
Здійснено обстріл громади з використанням FPV дрона (1 вибух).

### 28 червня
Був обстріл громади з використанням трьох FPV дронів (3 вибухи).

### 29 червня
По громаді зафіксовано пуск ракет типу «НАР» з гелікоптера (5 вибухів).

### 1 липня
8 мін скинув ворог на територію громади.

### 2 липня
6 мін скинули росіяни на територію громади.

### 4 липня
Ворог вдарив по громаді з мінометів (4 вибухи).

### 5 липня
По громаді з гелікоптера запущено 5 некерованих авіаційних ракет (5 вибухів).

### 7 липня
Росіяни вдарили по громаді з артилерії (2 вибухи) та нанесли з гелікоптеру удар ракетами типу «НАР» (5 вибухів).

### 9 липня
Зафіксовано удар БпЛА літакового типу дальньої дії (1 вибух). Ворожий гвинтокрил здійснив пуск ракет типу «НАР» (4 вибухи). Також були обстріли з мінометів (6 вибухів) та артилерії (6 вибухів).

### 13 липня
Здійснено скидання з БпЛА вибухових пристроїв (6 вибухів), з 2 гвинтокрилів здійснено пуски 6 ракет типу «НАР» (6 вибухів).

### 15 липня
Ворог вдарив по громаді з мінометів (8 вибухів).

### 16 липня
Здійснено скидання з БпЛА 2 вибухових пристроїв (ВОГ) (2 вибухи), мінометний обстріл (1 вибух).

### 17 липня
10 мін скинули росіяни на територію громади.

### 18 липня
По громаді здійснено пуск некерованих авіаційних ракет з гелікоптера (НАР) (6 вибухів), обстріл з міномету (1 вибух), скидання з БпЛА 1 вибухового пристрою (1 вибух).

### 20 липня
3 міни скинули росіяни на територію громади. Також були пуски некерованих авіаційних ракет (НАР) (6 вибухів).

### 21 липня
Здійснено обстріли громади з використанням FPV-дронів (3 вибухи), обстріл з мінометів (3 вибухи), пуск некерованих авіаційних ракет з літака (НАР) (6 вибухів).

### 22 липня
На громаду з ворожого БпЛА квадрокоптерного типу здійснено скидання вибухового пристрою типу ВОГ (1 вибух).

### 23 липня
Ворог бив з мінометів (14 вибухів). Також 1 ворожий гвинтокрил здійснив пуски 6 ракет типу НАР (6 вибухів).

### 24 липня
З ворожого БпЛА здійснено скидання на громаду 1 боєприпасу (1 вибух).

### 25 липня
З території РФ здійснено мінометні обстріли (5 вибухів), скидання з ворожого БпЛА вибухового пристрою типу ВОГ (1 вибух), пуски ракет типу «НАР» (4 вибухи) з ворожого гелікоптера.

### 28 липня
З території РФ здійснено мінометний обстріл (2 вибухи) та з 1 ворожого гелікоптера здійснено пуски ракет типу «НАР» (4 вибухи).

### 29 липня
Зафіксовано атаку FPV дронами (3 вибухи).

### 31 липня
6 мін скинув ворог на територію громади.

### 1 серпня
Ворог ударив по громаді з мінометів. Зафіксовано 2 вибухи.

### 2 серпня
З території рф здійснено атаку FPV дронами (3 вибухи), пуск ракет НУРС (12 вибухів), пуск ракет НАР (4 вибухи), обстріл з мінометів (13 вибухів).

### 3 серпня
Здійснено обстріли з артилерії (8 вибухів) та мінометів (10 вибухів), атаку FPV дронами (1 вибух).

### 4 серпня
Здійснено обстріл громади зі стрілецької зброї.

### 5 серпня
Здійснено удари FPV-дронів (2 вибухи), обстріл з мінометів (3 вибухи). Унаслідок удару FPV-дрона загинув житель громади.

### 6 серпня
Росіяни нанесли авіаудари КАБ (4 вибухи).

### 7 серпня
Зафіксовано авіаудари КАБ (9 вибухів).

### 8 серпня
Нанесено авіаудар КАБ (3 вибухи) по території громади. Отримали вибухові поранення 4 цивільні особи.

### 9 серпня
Зафіксовано пуск з літака авіабомби УМПБ Д-30СН (1 вибух), авіаудар КАБ (3 вибухи), удар дрона-FPV (1 вибух).

### 10 серпня
По громаді здійснено авіаудар КАБ. Зафіксовано 2 вибухи. Російські війська зруйнували навчальний заклад у селі Біловоди. Ворог ударив по закладу керованою авіабомбою, повідомили в оперативному командуванні «Північ».

### 11 серпня
Ворог вдарив по громаді з мінометів (7 вибухів).

### 12 серпня
Завдано авіаудару КАБ (1 вибух).

### 13 серпня
Ворог завдав авіаударів КАБ (16 вибухів).

### 14 серпня
Зафіксовано авіаудари КАБ (2 вибухи).

### 15 серпня
Ворог завдав авіаударів КАБ (5 вибухів), ракетного удару (1 вибух).

### 16 серпня
Здійснено авіаудари КАБ (8 вибухів).

### 17 серпня
Зафіксовано авіаудар КАБ (2 вибухи), обстріл з міномету (3 вибухи).

### 19 серпня
Росіяни завдали авіаударів КАБ (4 вибухи).

### 21 серпня
Завдано обстрілу БпЛА типу «Ланцет» (1 вибух).

### 22 серпня
Росіяни вдарили по громаді з РСЗВ (1 вибух).

### 24 серпня
По громаді завдано авіаудар (КАБ) (2 вибухи), обстріл з мінометів (3 вибухи), удар FPV-дронами (2 вибухи).

### 25 серпня
Зафіксовано авіаудари (КАБ) (3 вибухи), обстріл з мінометів (3 вибухи).

### 26 серпня
Зафіксовано авіаудар КАБ (2 вибухи).

### 28 серпня
Зафіксовано пуск авіабомб КАБ (3 вибухи).

### 2 вересня
По громаді завдано авіаудар КАБ (1 вибух) та удар FPV-дроном (5 вибухів).